# The Tax Collector
The Tax Collector is een Amerikaanse misdaadfilm uit 2020, geregisseerd, geschreven en geproduceerd door David Ayer. De hoofdrollen worden vertolkt door Bobby Soto, Cinthya Carmona, Shia LaBeouf en George Lopez.

## Verhaal
In Los Angeles zijn Creeper en David twee belastinginners voor de crimineel met de bijnaam Wizard. Deze laatste wordt verrijkt met de winsten van kleine lokale criminelen. Maar wanneer de voormalige rivaal van Wizard terugkeert uit Mexico, roept dat al zijn zaken in twijfel. Deze problemen hebben betrekking op David die zal proberen zijn gezin te beschermen.

## Rolverdeling
| Acteur                 | Personage      |
| ---------------------- | -------------- |
| Bobby Soto             | David          |
| Cinthya Carmona        | Alexis         |
| Shia LaBeouf           | Creeper        |
| George Lopez           | Uncle Louis    |
| Jose Conejo Martin     | Conejo         |
| Cheyenne Rae Hernandez | Gata           |
| Cle Sloan              | Bone           |
| Elpidia Carrillo       | Janet          |
| Richard Mesquita       | Sensei Richard |
| Brian Martin Ortega    | Venom          |
| Lana Parrilla          | Favi           |
| Aaliyah Lopez          | Casey          |
| Ricardo Gonzalez       | Dillon         |
| Jimmy Smits            | The Wizard     |

## Productie
Op 21 juni 2018 werd bekendgemaakt dat Shia LaBeouf en David Ayer die eerder een samenwerking hadden met de film Fury (2014), zouden samenwerken voor de film The Tax Collector. In juli 2018 voegden Lana Parrilla en George Lopez zich bij de cast van de film. LaBeouf liet voor zijn rol in de film zijn hele borst tatoeëren. De opnames begonnen op 16 juli 2018 en eindigde op 16 augustus 2018.

## Release en Ontvangst
Vanwege de COVID-19-pandemie ging de film in première op 30 juli 2020 in het Vineland Drive-In-theater in Industry, Los Angeles County. De film werd op 7 augustus 2020 uitgebracht in een beperkt aantal Amerikaanse bioscopen en via streaming media.
De film werd slecht ontvangen op Rotten Tomatoes, waar het 19% goede reviews ontving, gebaseerd op 68 beoordelingen. Op Metacritic ontving de film een metascore van 22/100, gebaseerd op 14 critici.